# Jan Mølby

Mølby (midden) en Ruud Gullit (rechts) in november 1982 in een wedstrijd in de eredivisie tussen Feyenoord en Ajax (2-2).

Jan Mølby (Kolding, 4 juli 1963) is een Deens voormalig profvoetballer en voetbaltrainer. Hij kwam onder andere uit voor AFC Ajax, Liverpool FC, Swansea City en het Deens voetbalelftal.

## Loopbaan
Mølby verkaste in juli 1982 op 19-jarige leeftijd van het Deense Kolding IF naar Ajax in de Nederlandse Eredivisie. Hij tekende een contract voor drie jaar. Met de Amsterdamse club en onder trainer Aad de Mos won hij in zijn eerste seizoen zowel de beker als het landskampioenschap. In het daaropvolgende seizoen speelde Mølby mee in de wedstrijd Ajax-Feyenoord, met de historische uitslag 8-2. Bij Ajax speelde Mølby onder meer samen met Piet Schrijvers, Hans Galjé, Stanley Menzo, Keje Molenaar, Sonny Silooy, Frank Rijkaard, Ronald Spelbos, Ronald Koeman, Johan Cruijff, Søren Lerby,  Gerald Vanenburg, John van 't Schip, Wim Kieft, Marco van Basten, John Bosman, Jesper Olsen en Rob de Wit.
In de voorbereiding op het seizoen 1984/85 trainde en speelde Mølby nog met Ajax mee. Verschillende Engelse clubs toonden echter interesse en op 22 augustus 1984 maakte hij de overstap naar Liverpool, dat hem voor een bedrag van ongeveer 900.000 gulden aantrok. Hij tekende een driejarig contract. Met het vertrek van Molby kwam een einde aan de eerste Deense periode bij Ajax (Frank Arnesen 12/1975-6/1981, Soren Lerby 12/1975-6/1983, Henning Jensen 7/1979-6/1981, Sten Ziegler 7/1980-6/1982, Jesper Olsen 7/1981-6/1984, Jan Molby 7/1982-8/1984). Bij Liverpool debuteerde Molby op 26 augustus 1984 tegen Norwich City. Zijn eerste doelpunt voor Liverpool scoorde hij op 1 december 1984. Hij won met Liverpool in 1986, 1988 en 1990 de Engelse landstitel en in 1986, 1989 en 1992 de FA Cup. In het seizoen 1984/85 was Liverpool verliezend Europacup I-finalist. De 0-1-nederlaag tegen Juventus, waarbij Mølby reserve was, werd overschaduwd door het Heizeldrama; rellen tijdens de wedstrijd waarbij 39 veelal Italiaanse supporters om het leven kwamen. Hierdoor werden alle Engelse clubs uitgesloten van Europacup-voetbal van 1985 tot 1990.
Onder speler-coach Kenny Dalglish, die vanaf 1985 Liverpool onder zijn hoede had, werd Mølby een vaste basisspeler en beleefde hij zijn beste jaren. In seizoen 1985/86 scoorde hij veertien doelpunten in 39 competitiewedstrijden. Tijdens de finale van de FA Cup in dat seizoen, die Liverpool met 3–1 van stadsgenoot Everton FC won, werd hij gekozen tot Man of the match. In seizoen 1987/88 verloor hij zijn basisplaats nadat hij enkele maanden was uitgeschakeld door een voetblessure. In het seizoen 1991/92 bereikte Liverpool de kwartfinale van het UEFA Cup-toernooi, dat uiteindelijk door Ajax werd gewonnen. Aan het einde van zijn periode bij Liverpool werd Mølby tweemaal uitgeleend aan kleinere clubs. Hij sloot zijn carrière als speler af bij Swansea City, waar hij speler-coach werd.
Mølby speelde in totaal 364 competitiewedstrijden. Tussen 1982 en 1998 scoorde hij 63 competitiegoals. Hij nam in officiële wedstrijden 45 penalty's, waarvan hij er 42 raak schoot. Op 26 november 1986 scoorde hij in een wedstrijd in de League Cup van Liverpool tegen Coventry City FC driemaal uit een strafschop.

## Interlandcarrière
Mølby maakte in juni 1982 als speler van Kolding IF zijn debuut voor het Deense elftal. Hij speelde tussen 1982 en 1990 in totaal 33 interlands waarin hij twee doelpunten scoorde. Hij speelde met Denemarken op het wereldkampioenschap voetbal 1986. Ook op het Europees kampioenschap voetbal 1984 behoorde hij tot de selectie, maar kwam hij niet tot spelen. Voor het Europees kampioenschap voetbal 1988 werd hij niet geselecteerd.
| Interlands van Jan Mølby voor Denemarken | Interlands van Jan Mølby voor Denemarken | Interlands van Jan Mølby voor Denemarken | Interlands van Jan Mølby voor Denemarken | Interlands van Jan Mølby voor Denemarken | Interlands van Jan Mølby voor Denemarken |
| №                                        | Datum                                    | Wedstrijd                                | Uitslag                                  | Competitie                               | Goals                                    |
| Als speler van Kolding IF                | Als speler van Kolding IF                | Als speler van Kolding IF                | Als speler van Kolding IF                | Als speler van Kolding IF                | Als speler van Kolding IF                |
| ---------------------------------------- | ---------------------------------------- | ---------------------------------------- | ---------------------------------------- | ---------------------------------------- | ---------------------------------------- |
| 1                                        | 15 juni 1982                             | Noorwegen – Denemarken                   | 2 – 1                                    | Nordic Cup                               |                                          |
| Als speler van Ajax                      |                                          |                                          |                                          |                                          |                                          |
| 2                                        | 1 september 1982                         | Roemenië – Denemarken                    | 1 – 0                                    | Oefeninterland                           |                                          |
| 3                                        | 27 oktober 1982                          | Denemarken – Tsjecho-Slowakije           | 1 – 3                                    | Oefeninterland                           |                                          |
| 4                                        | 7 september 1983                         | Denemarken – Frankrijk                   | 3 – 1                                    | Oefeninterland                           |                                          |
| 5                                        | 21 september 1983                        | Engeland – Denemarken                    | 0 – 1                                    | EK-kwalificatie                          |                                          |
| 6                                        | 14 maart 1984                            | Nederland – Denemarken                   | 6 – 0                                    | Oefeninterland                           |                                          |
| 7                                        | 11 april 1984                            | Spanje – Denemarken                      | 2 – 1                                    | Oefeninterland                           |                                          |
| 8                                        | 16 mei 1984                              | Tsjecho-Slowakije – Denemarken           | 1 – 0                                    | Oefeninterland                           |                                          |
| Als speler van Liverpool FC              |                                          |                                          |                                          |                                          |                                          |
| 9                                        | 12 september 1984                        | Denemarken – Oostenrijk                  | 3 – 1                                    | Oefeninterland                           |                                          |
| 10                                       | 26 september 1984                        | Denemarken – Noorwegen                   | 1 – 0                                    | WK-kwalificatie                          |                                          |
| 11                                       | 17 oktober 1984                          | Zwitserland – Denemarken                 | 1 – 0                                    | WK-kwalificatie                          |                                          |
| 12                                       | 14 november 1984                         | Denemarken – Ierland                     | 3 – 0                                    | WK-kwalificatie                          |                                          |
| 13                                       | 11 september 1985                        | Denemarken – Zweden                      | 0 – 3                                    | Oefeninterland                           |                                          |
| 14                                       | 25 september 1985                        | Sovjet-Unie – Denemarken                 | 1 – 0                                    | WK-kwalificatie                          |                                          |
| 15                                       | 9 oktober 1985                           | Denemarken – Zwitserland                 | 0 – 0                                    | WK-kwalificatie                          |                                          |
| 16                                       | 16 oktober 1985                          | Noorwegen – Denemarken                   | 1 – 5                                    | WK-kwalificatie                          |                                          |
| 17                                       | 13 november 1985                         | Ierland – Denemarken                     | 1 – 4                                    | WK-kwalificatie                          |                                          |
| 18                                       | 26 maart 1986                            | Noord-Ierland – Denemarken               | 1 – 1                                    | Oefeninterland                           |                                          |
| 19                                       | 13 mei 1986                              | Noorwegen – Denemarken                   | 1 – 0                                    | Oefeninterland                           |                                          |
| 20                                       | 16 mei 1986                              | Denemarken – Polen                       | 1 – 0                                    | Oefeninterland                           |                                          |
| 21                                       | 4 juni 1986                              | Denemarken – Schotland                   | 1 – 0                                    | WK-eindronde                             |                                          |
| 22                                       | 8 juni 1986                              | Denemarken – Uruguay                     | 6 – 1                                    | WK-eindronde                             |                                          |
| 23                                       | 13 juni 1986                             | Denemarken – West-Duitsland              | 2 – 0                                    | WK-eindronde                             |                                          |
| 24                                       | 18 juni 1986                             | Denemarken – Spanje                      | 1 – 5                                    | WK-eindronde                             |                                          |
| 25                                       | 29 oktober 1986                          | Denemarken – Finland                     | 1 – 0                                    | EK-kwalificatie                          |                                          |
| 26                                       | 12 november 1986                         | Tsjecho-Slowakije – Denemarken           | 0 – 0                                    | EK-kwalificatie                          |                                          |
| 27                                       | 29 april 1987                            | Finland – Denemarken                     | 0 – 1                                    | EK-kwalificatie                          | Goal                                     |
| 28                                       | 3 juni 1987                              | Denemarken – Tsjecho-Slowakije           | 1 – 1                                    | EK-kwalificatie                          | Goal                                     |
| 29                                       | 10 mei 1988                              | Hongarije – Denemarken                   | 2 – 2                                    | Oefeninterland                           |                                          |
| 30                                       | 14 september 1988                        | Engeland – Denemarken                    | 1 – 0                                    | Oefeninterland                           |                                          |
| 31                                       | 22 februari 1989                         | Italië – Denemarken                      | 1 – 0                                    | Oefeninterland                           |                                          |
| 32                                       | 11 september 1990                        | Denemarken – Wales                       | 1 – 0                                    | Oefeninterland                           |                                          |
| 33                                       | 14 november 1990                         | Denemarken – Joegoslavië                 | 0 – 2                                    | EK-kwalificatie                          |                                          |

## Erelijst
Als speler
 Ajax
- Eredivisie: 1982/83
- KNVB beker: 1982/83

 Liverpool
- Football League First Division: 1985/86, 1987/88, 1989/90
- FA Cup: 1985/86, 1988/89, 1991/92
- FA Charity Shield: 1986, 1988, 1989

Als trainer
 Kidderminster Harriers
- Football Conference: 1999/00

## Persoonlijk
In oktober 1988 werd Mølby veroordeeld tot een gevangenisstraf van drie maanden, nadat hij in februari van dat jaar met hoge snelheid door de bebouwde kom was gereden, verkeersregels overtrad en op de vlucht sloeg voor politieauto's. Hij zat anderhalve maand uit en mocht na zijn vrijlating en na het aanbieden van excuses bij Liverpool blijven.
Jan Mølby is een neef van Johnny Mølby, eveneens voetballer en Deens international.